# Leptocerus aksu
Leptocerus aksu là một loài Trichoptera trong họ Leptoceridae. Chúng phân bố ở miền Cổ bắc.